# Loli Jackson Records
Loli Jackson Records fue una productora discográfica fundada por el grupo español de rock Dover en 1999 para su álbum Late at night. Produjo el tercer álbum de este grupo pero también funcionó como discográfica para grupos noveles como por ejemplo Super Skunk. Pertenecieron también a este sello, grupos como TV Fly o Sperm y casi NERVE, aunque el bajista tiró su tarjeta de contacto durante el concurso «Lánzate a la fama» en el año 2002 en el Centro Comercial Parque Principado, dando al traste con su carrera musical definitivamente. El nombre proviene de la canción del grupo que tiene por título Loli Jackson y que fue el tercer sencillo del álbum Devil Came to Me de 1997.
- Datos: Q5978492